# Ran und die graue Welt
Ran und die graue Welt (jap. 乱と灰色の世界 Ran to Haiiro no Sekai) ist eine Manga-Serie von Mangaka Aki Irie, die von 2008 bis 2015 in Japan erschien und in mehrere Sprachen übersetzt wurde.

## Inhalt
Als jüngster Spross einer alten Zaubererfamilie verfügt die 10 Jahre alte Ran Uruma über große magische Kräfte. Doch diese sind noch verborgen und können noch nicht bewusst eingesetzt werden. Nur unbeabsichtigt verwendet Ran Zauberei in ihrem Alltag. Wenn sie aber ihre magischen Sneaker anzieht, verwandelt sich Ran in eine erwachsene Frau und kann all ihre Fähigkeiten einsetzen. Doch innerlich bleibt sie die naive, lebhafte 10-Jährige und richtet in ihrer erwachsenen Gestalt allerlei Chaos an. Ihrem Bruder Jin, einem Wolfsmenschen, fällt daher die Aufgabe zu, auf seine kleine Schwester aufzupassen. Ihre Schuhe versucht er, jedoch oft vergeblich, vor ihr zu verstecken und muss hinter Ran die Unordnung wieder aufräumen. Rans Mutter Shizuka ist eine mächtige Hexe und beschützt ihr Dorf vor Gefahren. Jedoch zieht sie auf ähnliche Weise das Chaos an wie Rin und kommt wegen ihrer Aufgabe nur selten nach Hause. Wenn sie dann einmal da ist, freuen sich vor allem Ran und ihr Vater. Wenn Shizuka lange fort bleibt, versucht Ran auf eigene Faust, ihre Mutter zu besuchen, und verursacht erneut einige Probleme und begibt sich in Schwierigkeiten.

## Veröffentlichung
Die Serie erschien zunächst in Einzelkapiteln im Magazin Harta (bis 2013 Fellows!) bei Enterbrain. Der Verlag Kadokawa Shoten brachte die Kapitel auch gesammelt in sieben Bänden heraus. Der vierte dieser Bände gelangte mit über 22.000 Verkäufen in einer Woche als erster der Serie in die Manga-Verkaufscharts. Der Abschlussband erreichte dann über 47.000 verkaufte Exemplare in den ersten zwei Wochen nach Veröffentlichung.
Eine deutsche Übersetzung des Mangas von Antje Bockel erschien von Februar 2022 bis August 2023 bei Carlsen Manga mit allen sieben Bänden. Bei Viz Media wird eine englische Fassung herausgegeben, bei Ediciones Tomodomo eine spanische und bei J-Pop eine französische.